# 凯里尼亚门

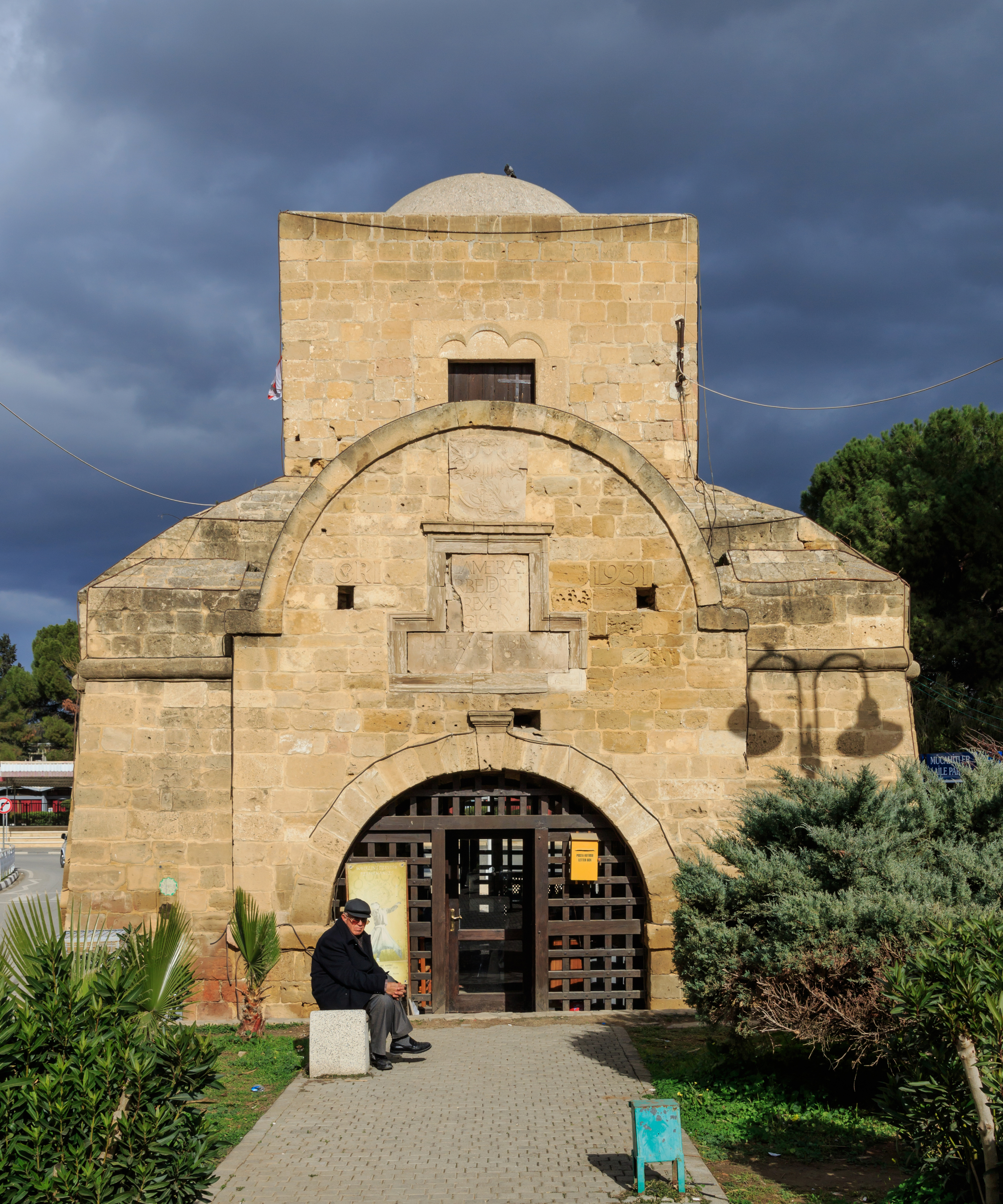
凯里尼亚门

凯里尼亚门（希臘語：Πύλη της Κερύνειας）是塞浦路斯尼科西亚的一个城门。曾是通往北部地区，尤其是凯里尼亚的城门。
凯里尼亚门由威尼斯共和国建于1567年，为新城墙的一部分。
现在，凯里尼亚门为北尼科西亚市的旅游信息办公室。